# Meyn
Meyn (dänisch: Meden) ist eine Gemeinde im Kreis Schleswig-Flensburg in Schleswig-Holstein. Der Ort wurde mehrfach im Rahmen des Wettbewerbs „Unser Dorf hat Zukunft“ ausgezeichnet. Meynfeld-West, Meynfeld-Ost und Gabelshof (dän. Gaffelsgaard) liegen im Gemeindegebiet.

## Geografie und Verkehr
Meyn liegt etwa dreizehn Kilometer westlich von Flensburg an der Bundesstraße 199 nach Niebüll und der Landesstraße 14 von Wallsbüll nach Kragstedt. In Kragstedt besteht Anschluss an die Bundesstraße 200.

## Geschichte
Besondere regionale Aufmerksamkeit erlangte der Ort in den 1970er und 1980er Jahren, als in Meyn-Ost das Sondermunitionslager Meyn der US-Army neben einem bereits bestehenden Munitionsdepot für den Standort Flensburg-Weiche errichtet wurde. Dort wurden zeitweise Sprengköpfe für das Waffensystem Lance gelagert. Die deponierten Waffen existieren nicht mehr. Das Depot mit seiner Bestimmung wurde aufgelöst. Auf dem einen Depotsgrundstück stehen nun zwei Biogasanlagen, die einige Häuser der Dorfstraße beheizen. Auf dem anderen Depotgrundstück werden die Bunker vermietet.

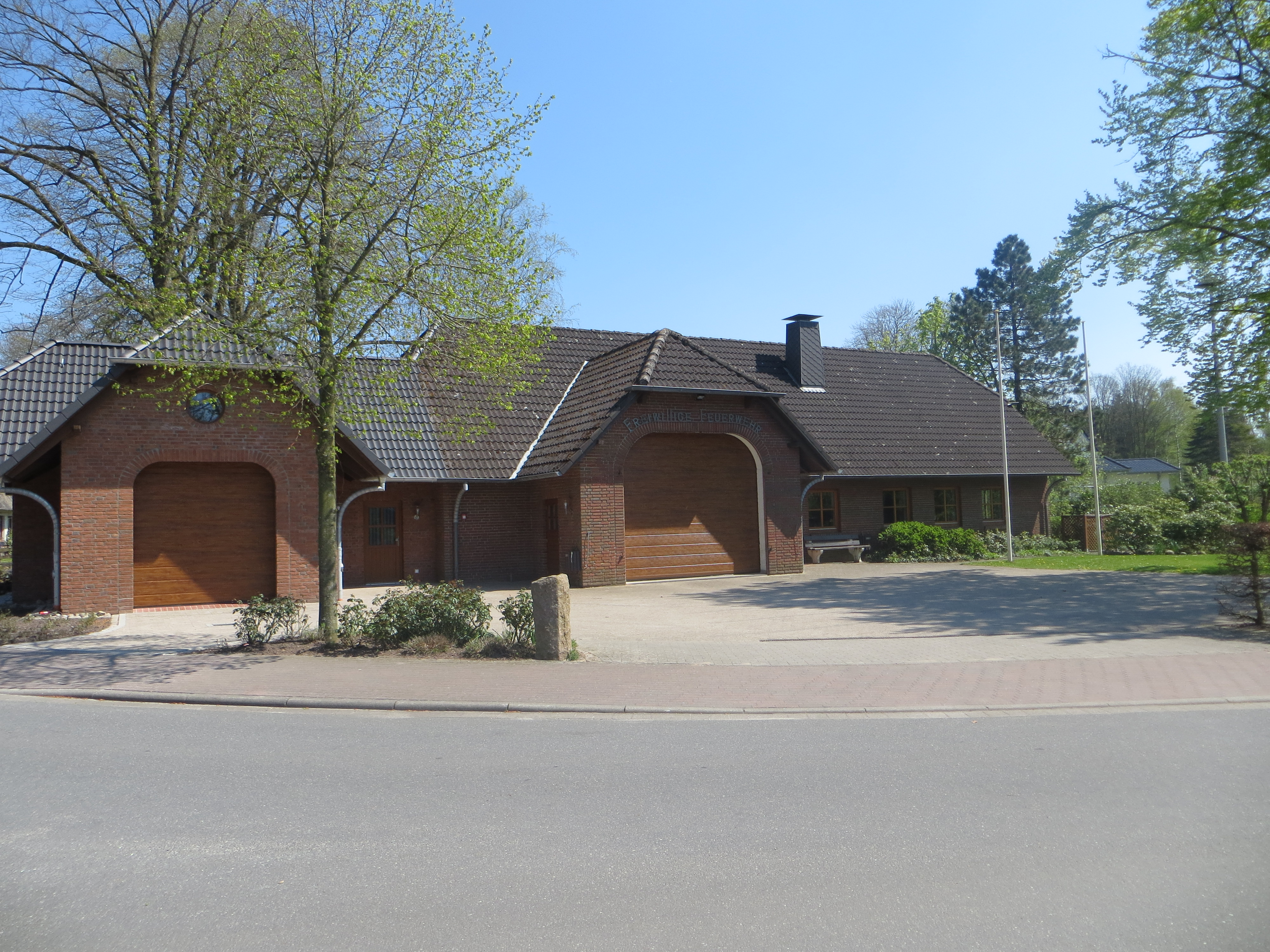
Feuerwehrhaus in Meyn
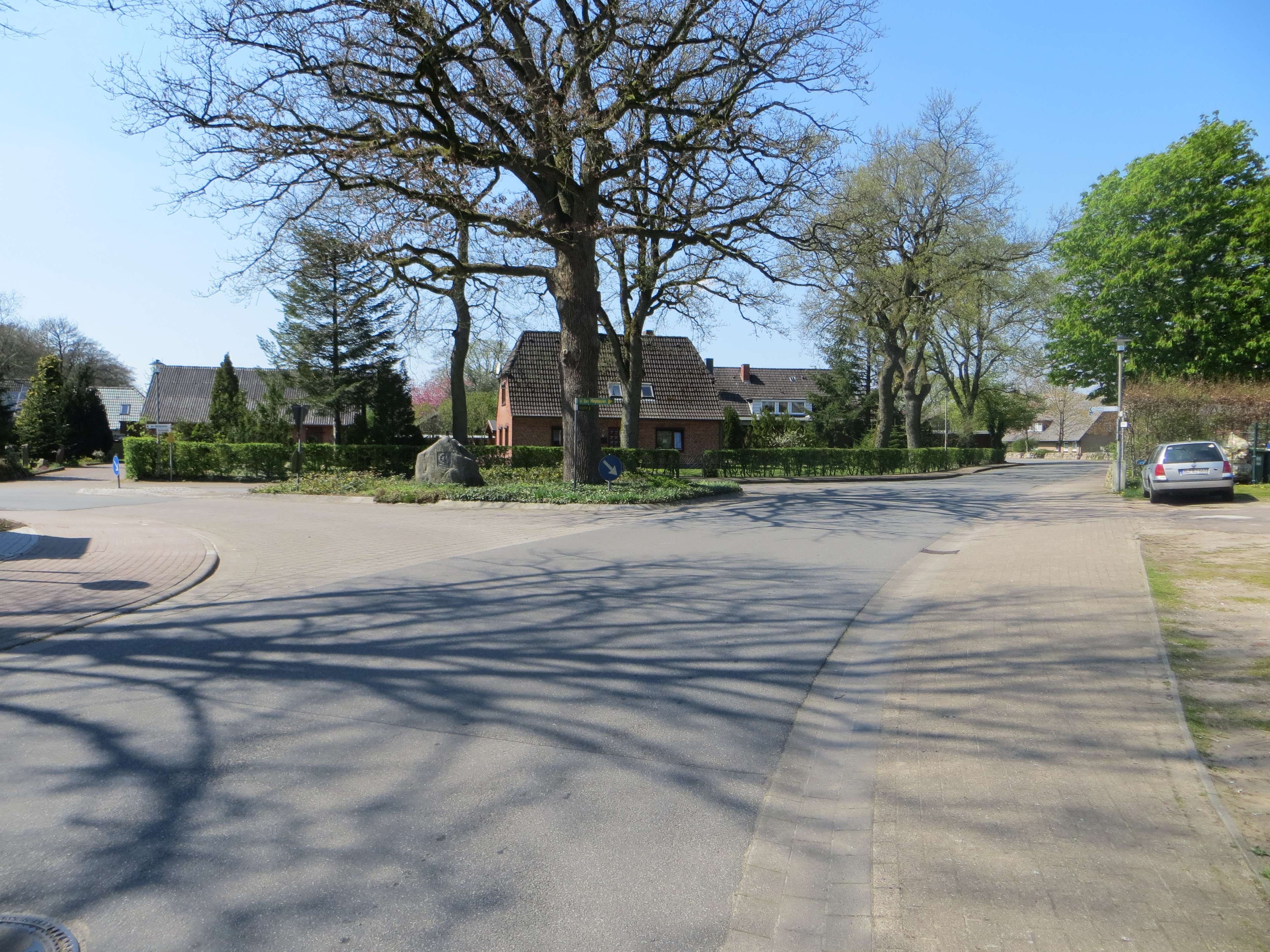
Die Ortsmitte von Meyn

## Politik

### Gemeindevertretung
Bei der Kommunalwahl am 14. Mai 2023 wurden insgesamt neun Sitze vergeben. Diese fielen erneut alle an die Kommunale Wählergemeinschaft Meyn. Die Wahlbeteiligung betrug 49,3 %.

### Wappen
Blasonierung: „Über blau-silbernen Wellen gespalten von Gold und Blau. Vorn ein halbes schwarzes Mühlrad am Spalt, hinten ein silberner, mit dem einen Ständer in den Wellen stehender Reiher.“

## Verschiedenes
- Die Gemeinde Meyn besitzt keine eigene Kirche. Gemeindemitglieder besuchen die St. Christophoruskirche im benachbarten Wallsbüll.